# Gilgames (film)
A Gilgames Rajnai András rendezésében 1975-ben készült magyar tévéjáték. Az ősi sumer-akkád eposz feldolgozását a Magyar Televízió IV. Stúdiójában bluebox technika felhasználásával forgatták.

## Történet
Két hatalmas folyó közötti sumer városállam, Uruk királya, Gilgames magára haragítja Istárt, a szerelem és a termékenység istennőjét. Az istenek megteremtik ezért Enkidut, hogy legyőzze az engedetlen uralkodót. Gilgames megsejti az ártó szándékot, és Istár legszebb papnőjét küldi Enkidu elcsábítására. Később a két férfi találkozásakor egyik viaskodó sem tudja legyőzni a másikat, egyforma erősek. Hosszú küzdelem végeztével Gilgames kérésére barátokká válnak. A Humbaba elleni hadjáratban megszerzik az óriás által őrzött cédruserdőt. Istar felajánlja szerelmét Gilgamesnek, de ő elutasítja, ezért a megbántott istennő bosszút esküszik ellene. Tűzszörnyeteg érkezik a földre, de Gilgames és Enkidu együtt legyőzik a lángokádó lényt. A sértett istennő bosszúból megöli Enkidut, Uruk királya az örök élet keresésére indul. Az Alvilágban jár a Sírás folyosóin, az Istenek kertjében, átjut a Halál tengerén. Itt találkozik az ősével, a nagy vízözön túlélőjével, aki próbák elé állítja. Gilgamesenek a végső próba során a Kristálypart mögött a szörnyhalaktól hemzsegő Idő tengeréből kell felhoznia az élet füvét.

## Szereplők
- Bujtor István – Gilgames
- Tolnai Miklós – Enkidu
- Tordai Teri – Istár
- Sáfár Anikó – Istár papnője
- Bánffy György – Ős
- Inke László – Skorpió-ember
- Somogyvári Rudolf – Pap-tudós
- Forgács László – Öregember